# Episodi di Il commissario Köster (ventottesima stagione)
La ventottesima stagione della serie televisiva Il commissario Köster è stata trasmessa in prima visione negli Germania da ZDF dal 9 aprile 2004.
| n. | Titolo originale           | Titolo italiano           | Prima TV Germania | Prima TV Italia |
| -- | -------------------------- | ------------------------- | ----------------- | --------------- |
| 1  | Alle Hoffnung begraben     | Il caso Dubinsky          | 9 aprile 2004     |                 |
| 2  | Plötzlich und unerwartet   | Amanti senza futuro       | 2 giugno 2004     |                 |
| 3  | Ein tödliches Drama        | Padri e figli             | 9 giugno 2004     |                 |
| 4  | Ein mörderisches Geheimnis | Inserzioni pericolose     | 16 giugno 2004    |                 |
| 5  | Schweigegeld               | Due colpi nel parco       | 23 giugno 2004    |                 |
| 6  | Du sollst nicht töten      | L'eredità                 | 19 novembre 2004  |                 |
| 7  | Tod im Morgengrauen        | Alle prime luci dell'alba | 26 novembre 2004  |                 |
| 8  | Der Tangomord              | Tango assassino           | 3 dicembre 2004   |                 |
| 9  | Die Maske                  | La maschera               | 10 dicembre 2004  |                 |
| 10 | Blutsbande                 | Vecchi amici              | 17 dicembre 2004  |                 |